# Nicki Clyne

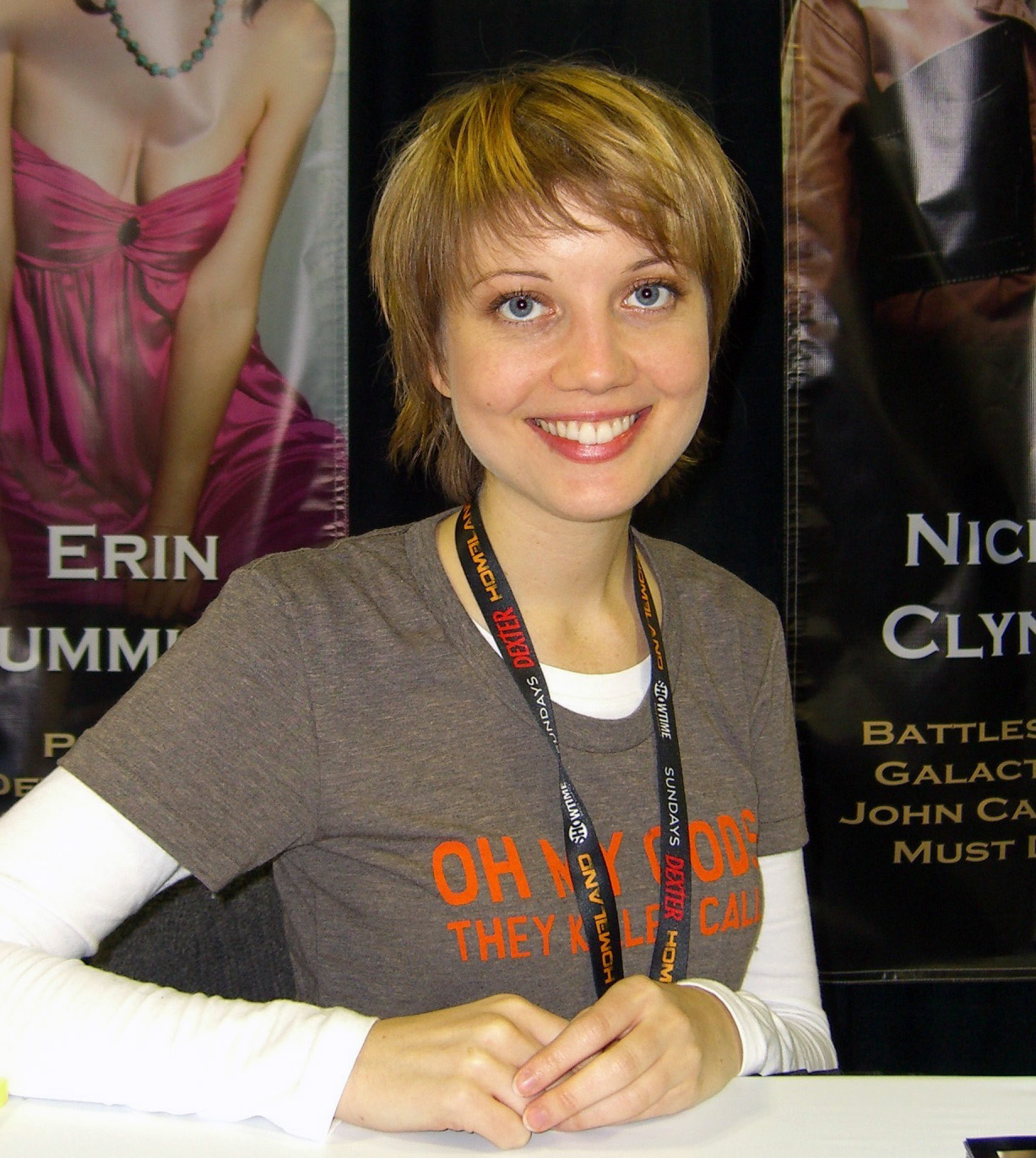
Nicki Clyne (2011)

Nicki Clyne (* 11. Februar 1983 in Vancouver, British Columbia) ist eine kanadische Schauspielerin. Sie wurde durch ihre Rolle als Cally Henderson Tyrol in der Science-Fiction-Serie Battlestar Galactica bekannt.

## Leben
Nicki Clyne schloss im Juni 2000 die Hugh Boyd Secondary School in Richmond in der kanadischen Provinz British Columbia ab. Sie belegte darüber hinaus Kurse an der University of British Columbia sowie der Simon Fraser University, beide in der Gegend von Vancouver gelegen.
Nach Aussage auf ihrer Website wird sie vom Leben Gandhis inspiriert. Sie war von 2003 bis 2008 in der US-amerikanischen Science-Fiction-Serie Battlestar Galactica in der Rolle der Cally Henderson Tyrol zu sehen.

## Filmografie (Auswahl)
- 2000: Just Deal (Fernsehserie, Episode 1x02)
- 2001: Dark Angel (Fernsehserie, Episode 2x02)
- 2001: Out of Control – Gefahr aus nächster Nähe (The Hostage Negotiator)
- 2002: Smallville (Fernsehserie, Episode 1x15)
- 2002: Mysterious Ways (Fernsehserie, Episode 2x21)
- 2002: Twilight Zone (The Twilight Zone) (Fernsehserie, Episode 1x06)
- 2002: Due East (Fernsehfilm)
- 2003: Dead Zone (The Dead Zone) (Fernsehserie, Episode 2x02)
- 2003–2008: Battlestar Galactica (Fernsehserie, 36 Episoden)
- 2004: The L Word – Wenn Frauen Frauen lieben (The L Word) (Fernsehserie, 1x06)
- 2004: Dead Like Me – So gut wie tot (Dead Like Me) (Fernsehserie, 2x06)
- 2004: Saved! – Die Highschool-Missionarinnen (Saved!)
- 2004: Zolar (Fernsehfilm)
- 2006: Rache ist sexy (John Tucker Must Die)
- 2006: Totally Awesome (Fernsehfilm)
- 2010: Godkiller (Stimme)